# Кайгородов, Дмитрий Вениаминович
Дмитрий Вениаминович Кайгородов (4 декабря 1979) — российский футболист, выступавший на позиции полузащитника. Сыграл 19 матчей и забил 1 гол в высшей лиге Белоруссии.

## Биография
Воспитанник ижевского футбола. На взрослом уровне начал выступать в 17-летнем возрасте в составе ижевского «Зенита». Сезон 1998 года провёл в «КАМАЗе-Чаллы», с которым вылетел из первого дивизиона. В 1999 году сыграл два матча за дубль московского ЦСКА, после чего вернулся в Ижевск.
В середине 2000 года перешёл в белорусскую «Белшину», в её составе сыграл 10 матчей в чемпионате Белоруссии — 4 в 2000 году и 6 — в 2001 году. После ухода из «Белшины» числился в калининградской «Балтике», но не сыграл ни одного матча. В 2002 году выступал за минское «Торпедо-МАЗ», в его составе сыграл 8 матчей и забил 1 гол — 10 августа 2002 года в матче против «Гомеля». В конце карьеры сыграл 1 матч за жодинское «Торпедо». Всего в чемпионате Белоруссии провёл 19 матчей и забил 1 гол.
Завершил игровую карьеру в 2004 году в возрасте 25 лет. С 2004 по 2012 год работал в оперативных подразделениях МВД. По состоянию на 2012 год был председателем Ижевской городской федерации футбола. С 2014 года работал тренером, спортивным директором ижевского женского футбольного клуба «Торпедо», являлся также его директором и совладельцем. В январе 2018 года назначен заместителем, а в марте назначался и.о. и врио директора ФК «Зенит-Ижевск». 29 декабря 2018 года стал генеральным директором АО «Культурно-спортивный комплекс "Зенит"». По состоянию на январь 2020 года — директор ФК «Зенит-Ижевск», в конце 2020 года освободил должность. В 2023 году — технический директор ФК «Кубань».

## Личная жизнь
Младший брат Константин (род. 1982) тоже был футболистом (играл за ижевское «Динамо»), тренер, в 2017 году вместе с братом Дмитрием работал тренером в женской команде ижевского «Торпедо», в дальнейшем — в «Зените-Ижевске» (2020), ФШМ (с 2021).